# Estabrook (Oregon)
Estabrook (más néven Schull) az Amerikai Egyesült Államok északnyugati részén, Oregon állam Coos megyéjében elhelyezkedő önkormányzat nélküli település.